# Blake Powell
Blake Powell (18 de abril de 1991 en Sídney) es un futbolista australiano que juega como delantero en el Central Coast Mariners de la A-League.

## Carrera
Debutó en 2008 jugando para el Sutherland Sharks. Tras un paso por el Bonnyrigg White Eagles en 2011, jugó en dicho club hasta que en 2012 fue contratado por el Sydney, participante de la A-League. En 2014 pasó al APIA Leichhardt y en 2015 regresó a la primera división australiana al firmar con el Wellington Phoenix, club neozelandés que milita en la A-League. A pesar de ser el máximo anotador de los Nix en la temporada 2015-16, dejó el elenco por cuestiones personales, firmando con el Central Coast Mariners.

### Clubes
| Club                   | País          | Año             |
| ---------------------- | ------------- | --------------- |
| Sutherland Sharks      | Australia     | 2008 - 2010     |
| Bonnyrigg White Eagles | Australia     | 2011            |
| Sutherland Sharks      | Australia     | 2012            |
| Sydney                 | Australia     | 2012 - 2014     |
| APIA Leichhardt        | Australia     | 2014 - 2015     |
| Wellington Phoenix     | Nueva Zelanda | 2015 - 2016     |
| Central Coast Mariners | Australia     | 2016 - Presente |